# Ganassi-Flöte

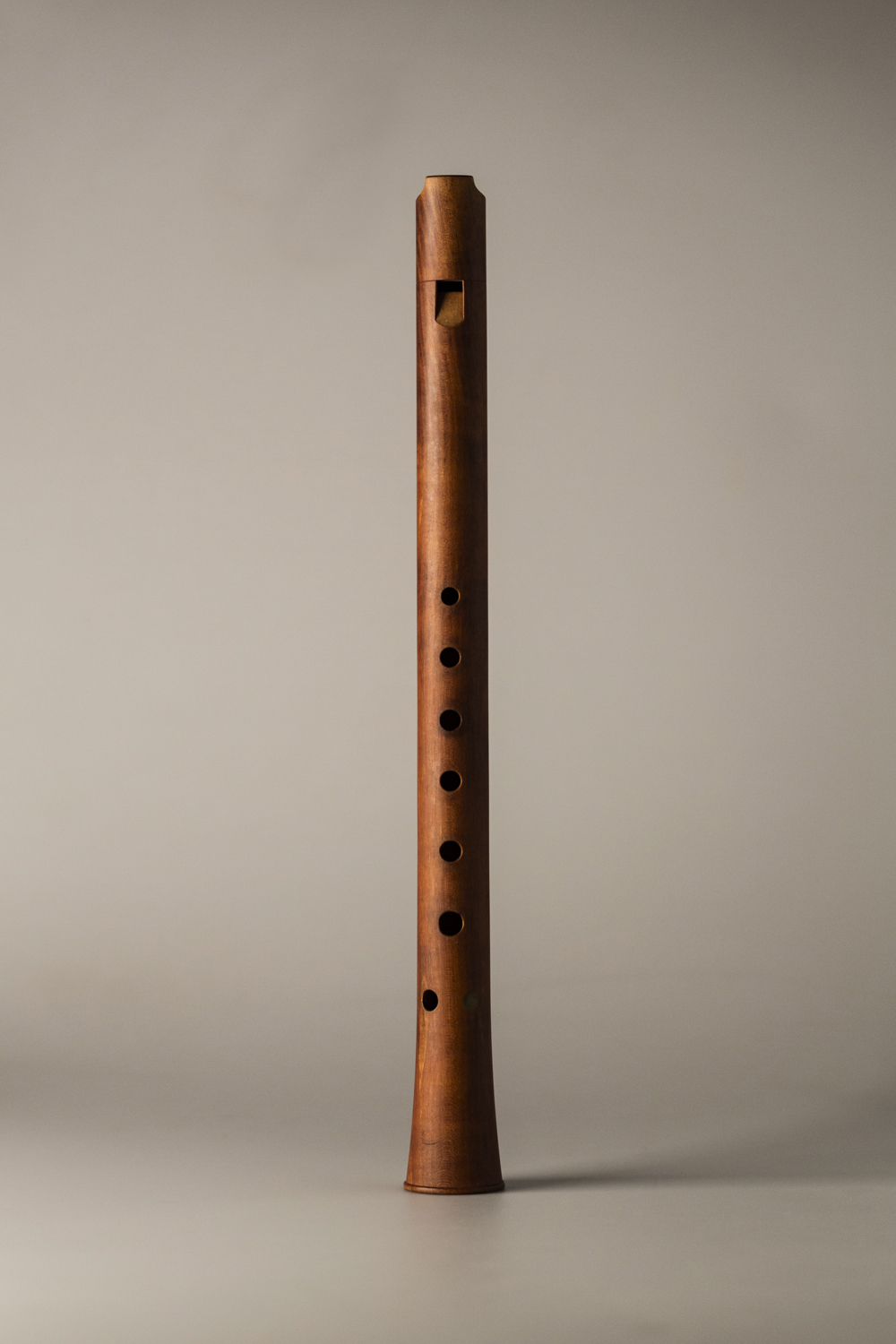
Ganassi-Altblockflöte

Als Ganassi-Flöte wird eine Blockflöte bezeichnet, die auf das Werk Schule des kunstvollen Flötenspiels und Lehrbuch des Diminuierens von Sylvestro Ganassi aus dem Jahr 1535 zurückgeht. Ganassi beschreibt die Blockflöte als ein Instrument mit einem Umfang von zwei Oktaven und einer Sexte. Er kannte drei Blockflötengrößen in den Stimmungen g, c und f.
Den erweiterten Umfang erreichte Ganassi vermutlich durch eine Kombination bestimmter Bohrungen und Griffweisen, die heute auch als Ganassi-Griffweisen bezeichnet werden. Ob es tatsächlich einen eigenen Flötentypus gab, der auf Ganassi zurückgeht, ist allerdings umstritten, da nur wenige Instrumente aus der Zeit der Renaissance und des Frühbarock erhalten sind und die musikwissenschaftlichen Schriften aus der Zeit darüber keine Auskunft geben. Möglich ist die Ganassi-Griffweise auf Rekonstruktionen einer historischen Altblockflöte aus der Renaissancezeit des Kunsthistorischen Museums Wien.
Zur Aufführung alter Musik werden Ganassi-Flöten von verschiedenen Flötenbauern nachgebaut. Sie zeichnen sich durch eine zylindrische Innenbohrung und einen stark konisch erweiterten Fuß aus. Ihr spezifischer Klang wird als kräftig, robust, rund, voll, laut und in der Höhe klar und strahlend beschrieben. Sie werden als Sopran- und Altblockflöten in den Stimmungen c, f, und g gebaut. Als Hölzer werden Ahorn, Buchsbaum, Eibe und Obsthölzer verwendet.